# سیارک ۱۱۴۹۵
سیارک ۱۱۴۹۵ (به انگلیسی: 11495 Fukunaga، نام‌گذاری: 1988XR) یازده هزار و چهارصد و نود و پنجمین سیارک کشف شده‌است که در ۳ دسامبر ۱۹۸۸ کشف شد.